# Nicolaus Sixtinus
Nicolaus Sixtinus (auch Nikolaus Sixtinus; * 15. Juli 1585 in Marburg; † 11. Februar 1669 in Kassel) war ein deutscher Staatsmann.

## Leben
Sixtinus war der Sohn des Rechtsgelehrten Regner Sixtinus. Er studierte an mehreren deutschen Universitäten und machte dann eine Studienreise durch Frankreich, die Niederlande und England, um seine Rechtskenntnisse auszubauen. Nach seiner Rückkehr ließ er sich als Advokat in Kassel nieder, wobei er unter anderem für Stift Kaufungen tätig war, entschied sich dann aber für den Staatsdienst. 1614 wurde er als Regierungsrat eingestellt und von Landgraf Moritz von Hessen-Kassel, wie bereits sein Bruder Wilhelm Burchard Sixtinus, für diplomatische Aufgaben eingesetzt. 1622 erfolgte die Ernennung zum Vizehofmeister und Aufseher der hessischen Prinzen an der Ritterakademie Collegium Mauritianum.
Sixtinus wurde im Zuge des Regierungsübergangs an Landgraf Wilhelm V. von Hessen-Kassel 1627 zum Geheimen Rat ernannt. Hier kamen ihm auch diverse diplomatische Missionen im Kontext des Dreißigjährigen Krieges zu. Als Wilhelm V. 1637 starb, übernahm dessen Frau Amalie Elisabeth stellvertretend für den noch unmündigen Sohn Wilhelm die Regierungsgeschäfte und machte Sixtinus zu einem ihrer engsten Berater. 1650 gingen dann die Regierungsgeschäfte auf den Sohn Wilhelm über. 
Sixtinus wurde von Landgraf Wilhelm VI. von Hessen-Kassel zum Präsidenten der Rentkammer ernannt, um die desolate finanzielle Situation der Landgrafschaft zu verbessern. In diesem Amt wirkte Sixtinus bis zu seinem Tod und galt weiterhin als sehr einflussreiche Persönlichkeit auf die Führung des Landes.
Sixtinus wurde 1659 unter dem Namen Der Verschwiegene als Mitglied in die Fruchtbringende Gesellschaft aufgenommen.
Ein Enkel war der spätere Kanzler Nikolaus Wilhelm Goddaeus.